# 姚光 (1891年)

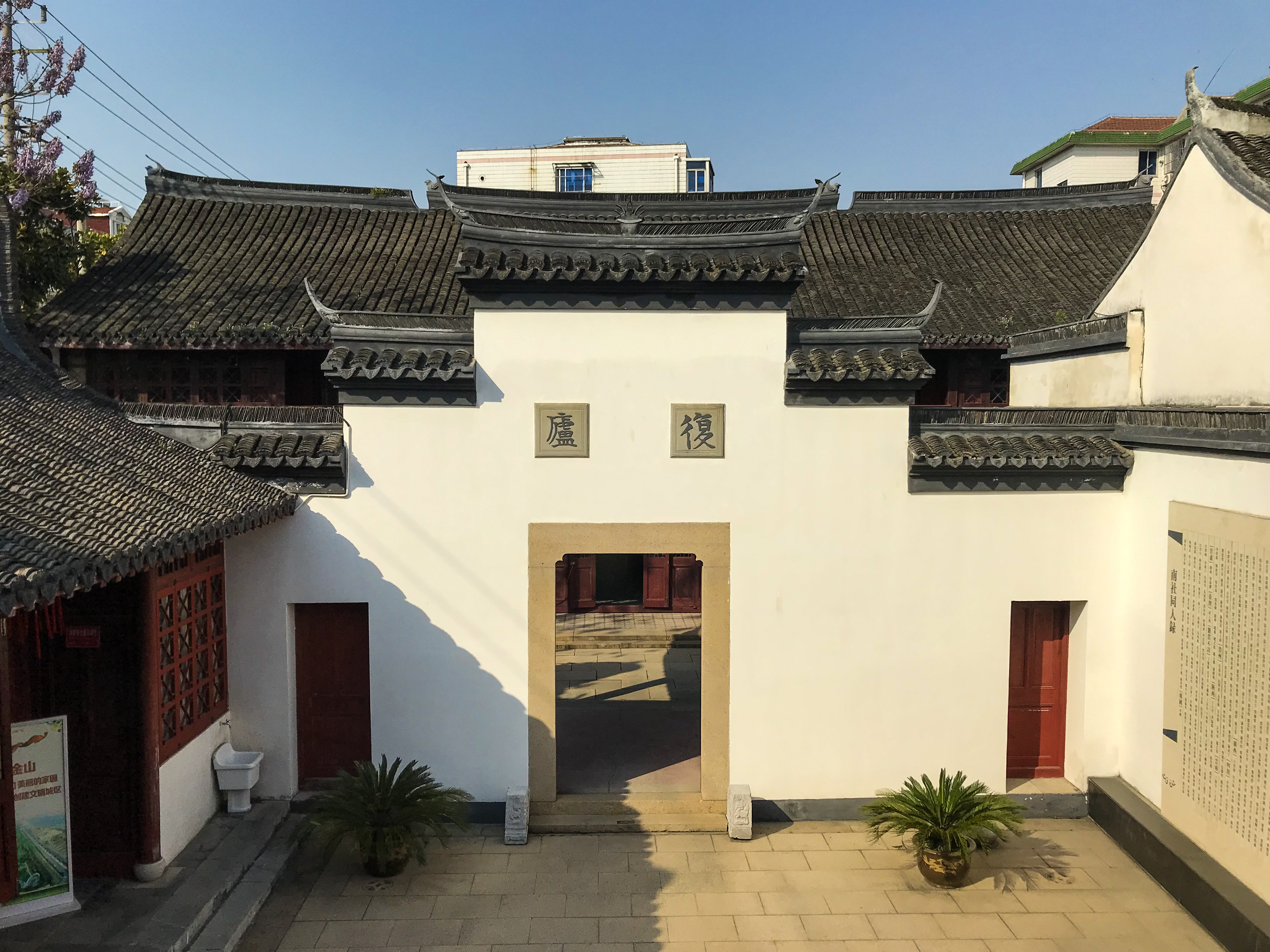
姚光故居，现为上海南社纪念馆

姚光（1891年—1945年），又名后超，字石子，号凤石，又号复庐，江苏省金山县人，中国文学奖，诗人，收藏家，政治活动家。

## 生平
1891年出生于江苏省金山县（今上海市金山区）张堰镇。1906年毕业于张堰秦山实枚学塾，1908年和高旭创办钦明女校并担任文史教员、1909年加入中国同盟会和南社，1912年创建国学商兑会并担任理事长。1918年成为南社主任，1924年担任国民党金山县党部执行委员，1925年创办张堰图书馆并担任馆长，1928年与胡朴安、陈乃乾成立中国学会。1935年创建金山县鉴社。1937年七七事变后继续留在上海帮助抢救国家文献。
1945年因腹膜炎病逝于上海，享年54岁。1950年其子将所藏5万余册图书捐献给上海市文物管理委员会，现存于上海图书馆。

## 家庭
舅舅是高燮，和高旭亦是亲戚，第一任妻子是王灿，第二任妻子是徐颖生，儿子是姚昆群、姚昆田和姚昆遗。

## 著作
姚光一生著作颇丰，主要著作有十数种之多
- 《总角文存》（1902～1906年，已佚）
- 《复庐文稿》（1906～1923年）
- 《复庐文稿续编》（1924～1937年）
- 《复庐文稿三编》（1938～1945年）
- 《金山卫佚史》（1912年）
- 《金山艺文志》
- 《读书札记》
- 《倚剑吹箫楼诗话》
- 《闲情偶笔》
- 《怀旧楼丛录》
- 《荒江樵唱》（诗集，1904～1910年）
- 《倚剑吹箫楼诗》（诗集，1911～1942年）
- 《浮梅草》（1909年）
- 《续浮梅草》（1915年）
- 《姚光集》（后人合辑，2000年）
- 《姚光全集》（《国际南社丛书》之一,2007年）